# The Straws

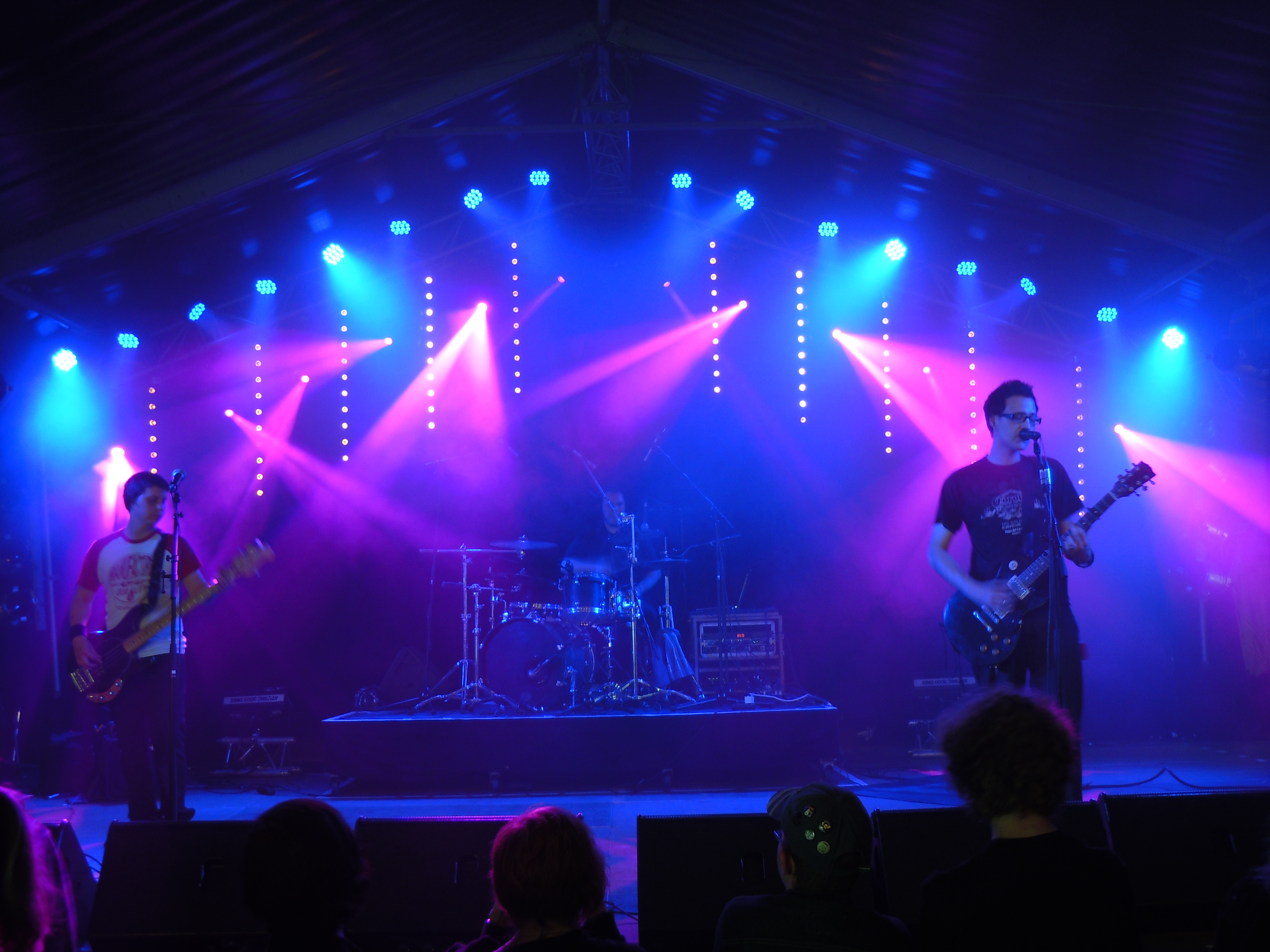
Concert au Donkey Rock Festival à Sélange (Belgique)

The Straws est un groupe belge de rock originaire d'Arlon créé en 2005 et qui s'est séparé début 2012.

## Membres
Les membres du groupe étaient : Ollie Day : Guitare, chant - Tommy Chump : Basse - Reno Mellow : Batterie.

## Discographie
- Up The Pole (2006)
- Tales Of An Everyday Life (2007)
- Higher Than The Sun (2008)
- Red Wine & Canapés (2010)